# Siklósi városrész

A Siklósi városrész Pécs térképén

A Siklósi városrész (másképp Siklósi külváros) Pécs egyik belső városrésze a belvárostól délre.

## Határai, közlekedése
Északon a Rákóczi út, keleten a Sport utca, délen a Sport utca és a régi Bajcsy-Zsilinszky utca között a vasút, valamint a Verseny utca, nyugaton az Indóház tér és a Szabadság utca határolja.

## Története
Bár a „Siklósi-kapu” megnevezés utcanévben csak 1787-ben jelent meg először, a Belvárosnak ez a kapuja már korábban létezhetett. A városfal a középkori külső várat védte. A ma már nem létező várkapuk (Budai-kapu, Vaskapu vagy Hegyi-kapu, Szigeti-kapu, Siklósi-kapu) is akkor épültek. Helyüket emléktáblával jelölte meg a város. A 18. század végén két házsor állt az északi részén. A Pécsi-víz mellett legelők voltak. Az 1868-ban emelt régi indóház helyén 1898-ban ban adták át a Pfaff Ferenc tervei alapján épült vasúti pályaudvart, majd a bőrgyárat. Ennek hatására egyre sűrűbben kezdték beépíteni a területet. Az 1970-es években a Pécsi Házgyár eleimeiből összeállított panelházakból lakótelep épült a Nagy Lajos király útja és a Bajcsy Zsilinszky út mentén. (Az egyhangúság oldására a homlokzatok eredetileg csíkos díszítést kaptak, amelyet számos épületen eltakart az ezredfordulót követően elvégzett felújítások utólagos hőszigetelése. Emiatt azokat a korabeli építész szakma és a közvélemény "pizsama házaknak" nevezte.) Szintén ebben a városrészben, az 1979-ben épült régi és a 2022-ben átadott új vásárcsarnok mellett helyezkedik el a távolsági buszpályaudvar. Tőle északra a belváros délkeleti határán, a pécsi Árkád bevásárlóközpont 2002-2003 között épült.

## Közlekedése
Közlekedési központ, a városrészben található Pécs vasútállomás (és Pécs-Külváros állomás is), a Főpályaudvar helyi buszpályaudvar, valamint a Volánbusz távolsági autóbusz-állomása is, keresztül megy rajta a 6-os főút, és a városrészen belül ágazik ki belőle az 58-as főút.

## Képek

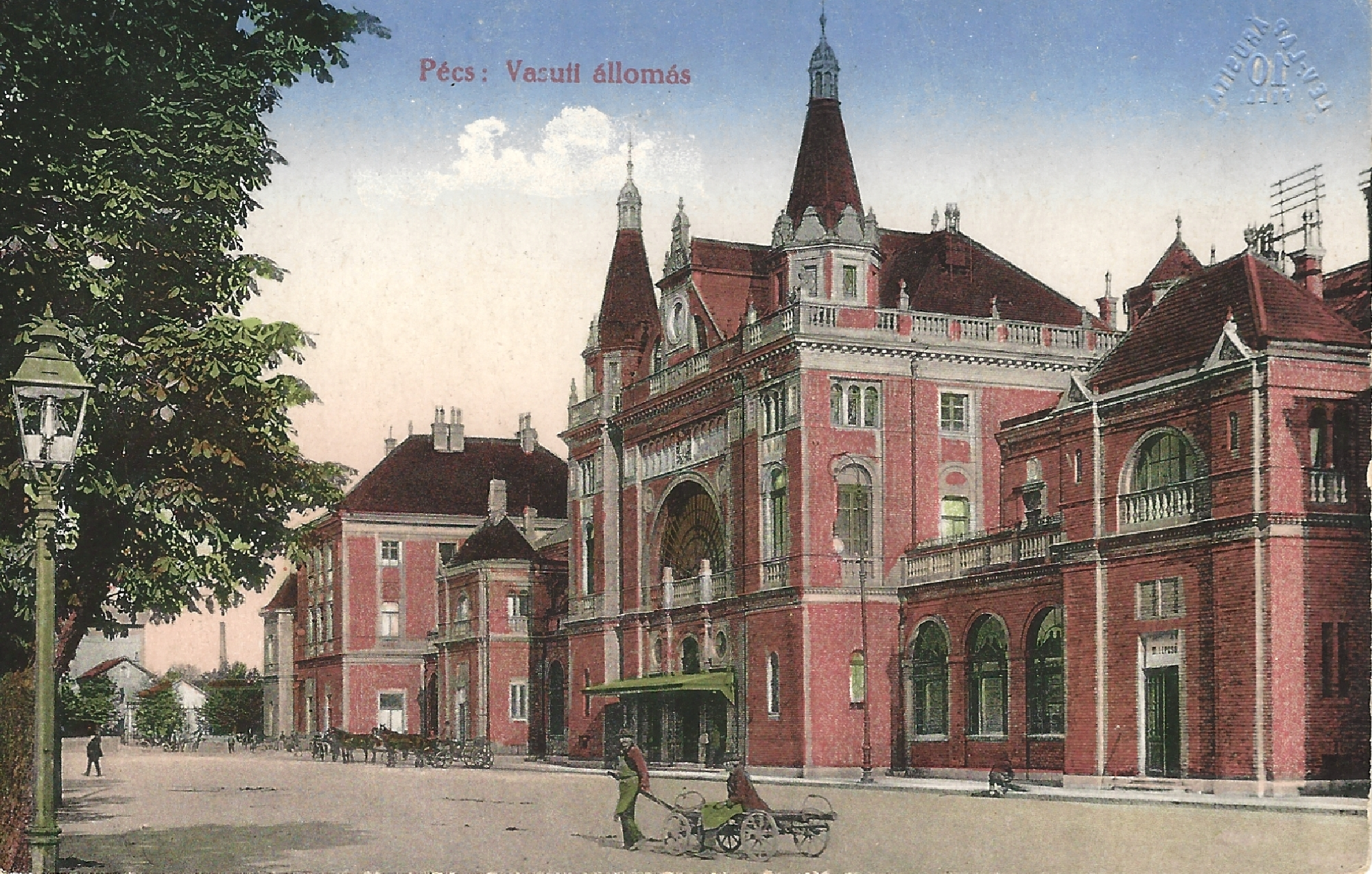
Pécs vasútállomás egy 1917-es képeslapon...
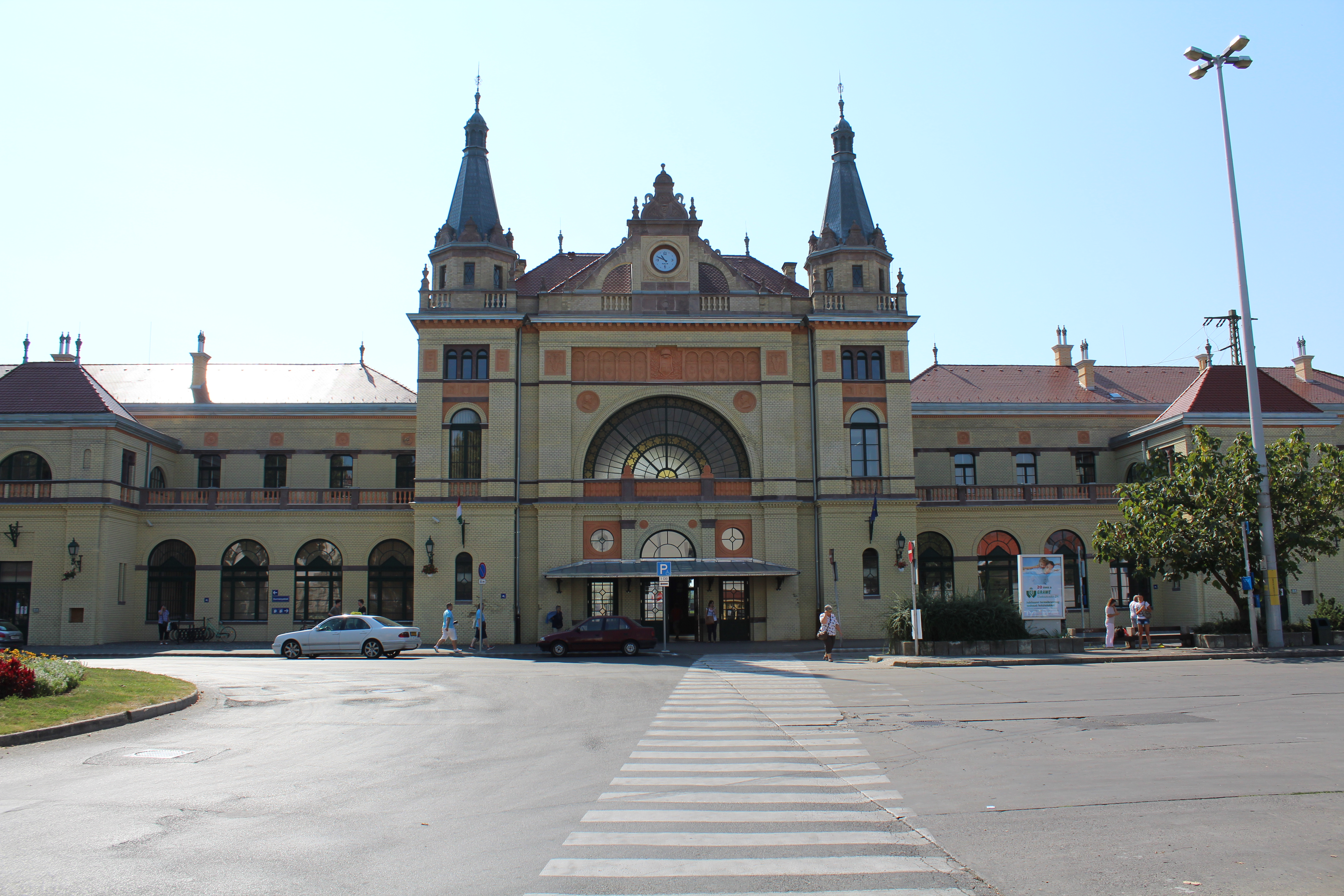
... és napjainkban
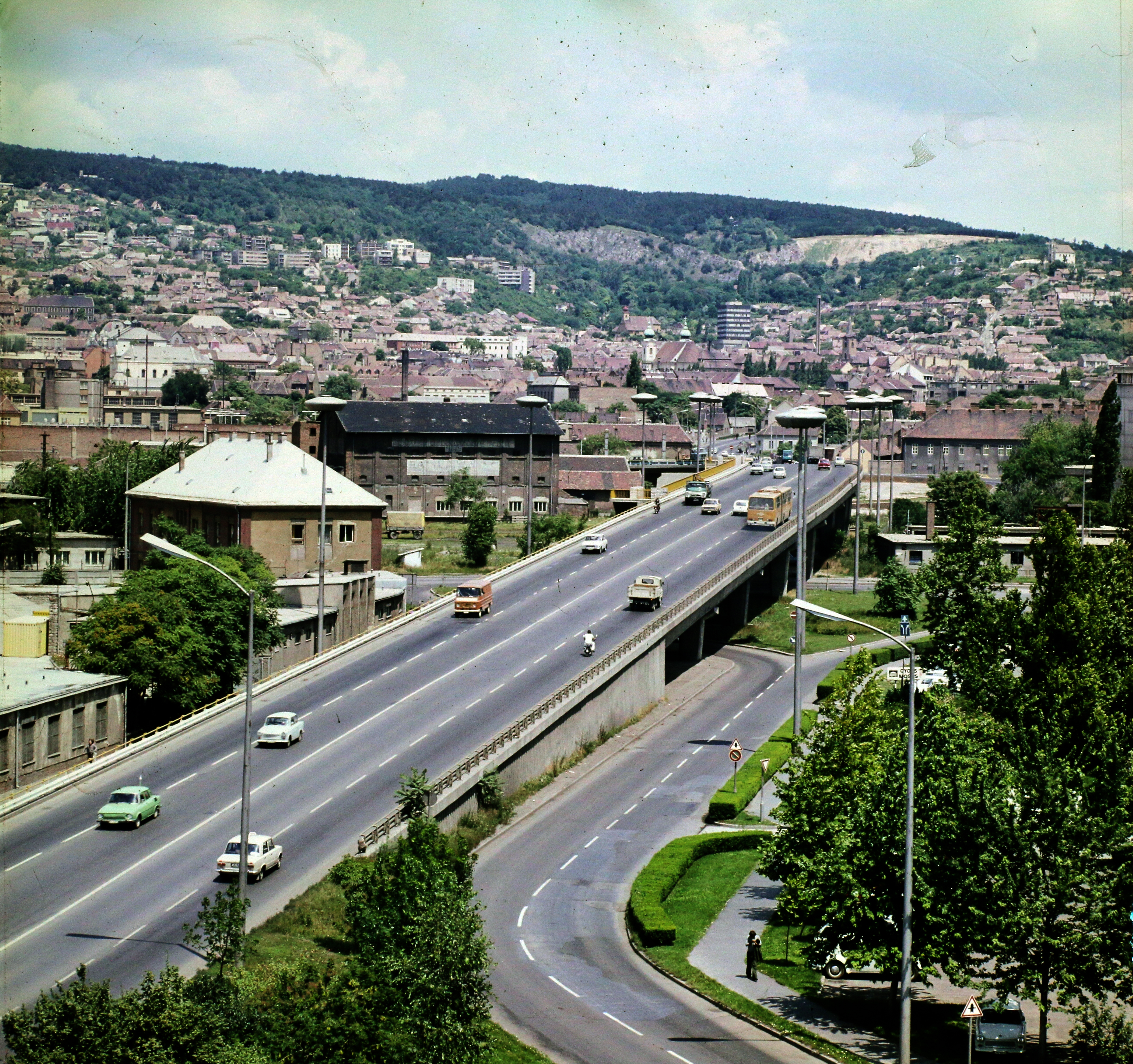
Az Árpád híd 1982-ben
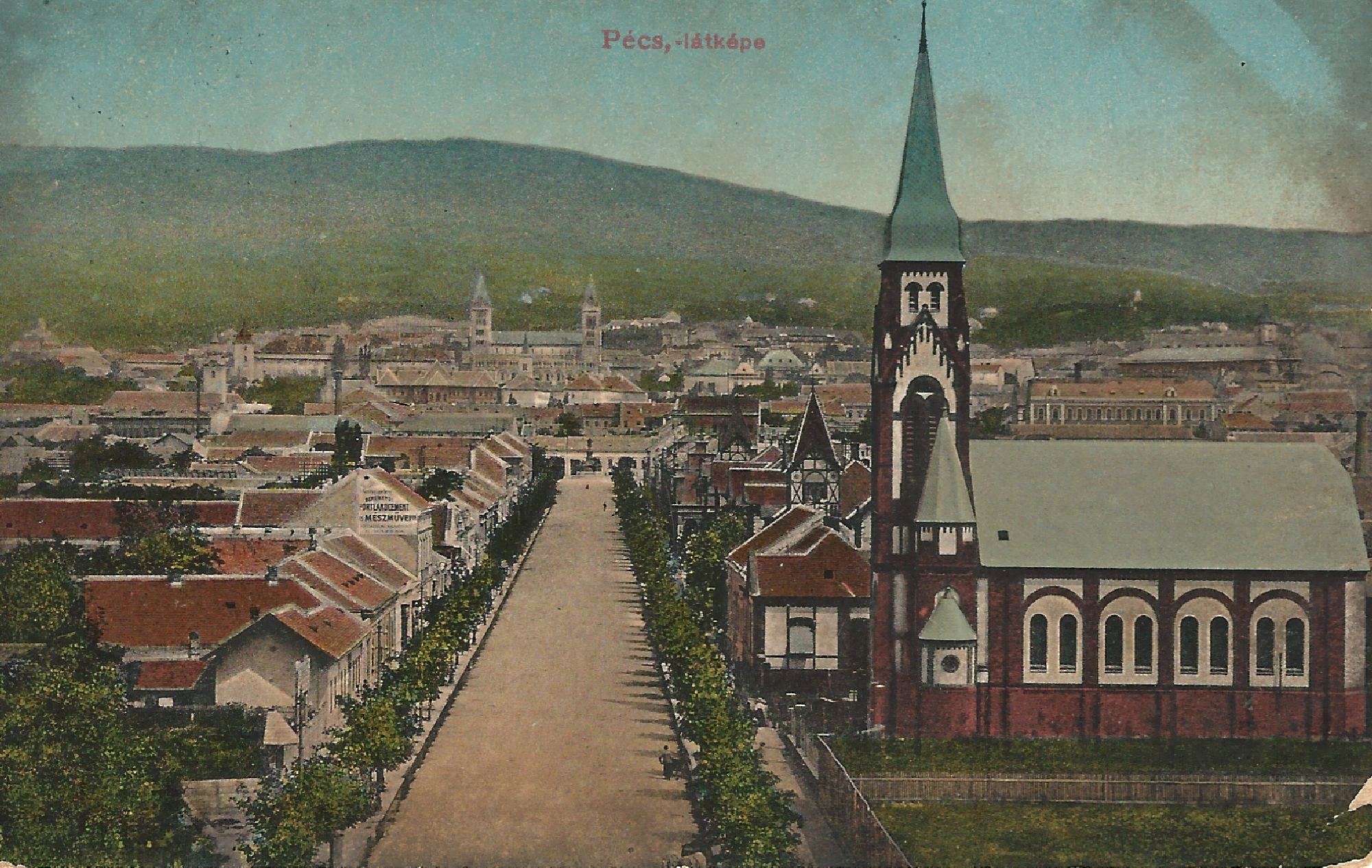
Református templom a Szabadság (korábban Indóház) utcában
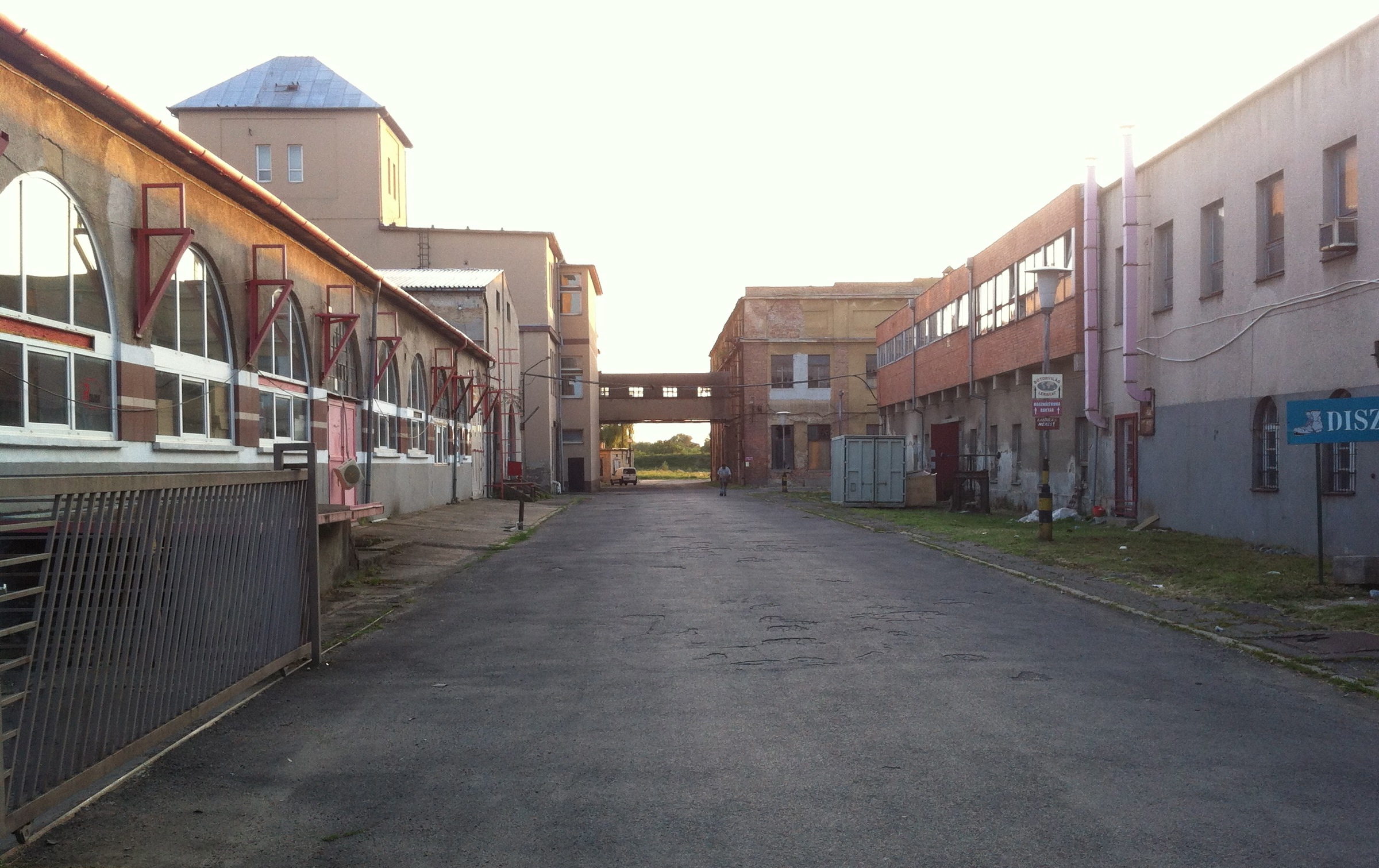
Bőrgyár

## Külső hivatkozások
- A Siklósi városrészről építészeti szemmel – Építészfórum.hu